# Votice (stacja kolejowa)
Votice – dawna stacja kolejowa, obecnie jeden z rejonów stacji Olbramovice, w miejscowości Votice, w kraju środkowoczeskim, w Czechach. Znajduje się na linii 202 Benešov – Czeskie Budziejowice, na wysokości 490 m n.p.m..  

## Linie kolejowe
- 220